# フランソワ・ルモワーヌ
フランソワ・ルモワーヌ（François Lemoyne 、姓は Le Moineとも、1688年 - 1737年6月4日）は、フランスの画家である。シャルル＝ジョゼフ・ナトワールやフランソワ・ブーシェとともに、フランスのロココ美術を代表する画家である。

## 略歴
パリでフランス王室の御者の息子に生まれた。父親が亡くなった後、母親が画家のロベール・ル・ヴラック・ド・トゥルニエール（Robert Le Vrac de Tournières)と再婚したことから、美術の道に進むことになった。13歳の1701年に、王立絵画彫刻アカデミーに入学し、ルイ・ガローシュ(Louis Galloche: 1670-1761)に学んだ。
1713年までガローシュのもとで学び、後年は助手として働いた。1711年にローマ賞を受賞した。1718年にアカデミーの会員になった 。1723年になって、イタリアを旅し、ボローニャ、ローマ、ナポリ、ヴェネツィアを旅しフランスに戻った。
パリでスタジオを開き、ルモワーヌが教えた画家には、フランソワ・ブーシェやシャルル＝ジョゼフ・ナトワール、ドナシャン・ノノットらがいた。
1728年、ヴェルサイユ宮殿の一室の天井画の依頼を王室から受け、1733年から1736年まで取り組み、その作品は賞賛を受けた。1733年に王立絵画彫刻アカデミーの教授に任じられ 、1736年に、国王の筆頭画家に任命された。
その翌年の1737年、パリで自殺した。理由は、過剰な仕事量や、王室画家たちの中での軋轢、妻の死や不安定な性格、芸術的完成度を達成できないことへの欲求不満など、さまざまに推測されている.。剣で、胸と喉を合計9回刺したと伝えられている。

## 作品

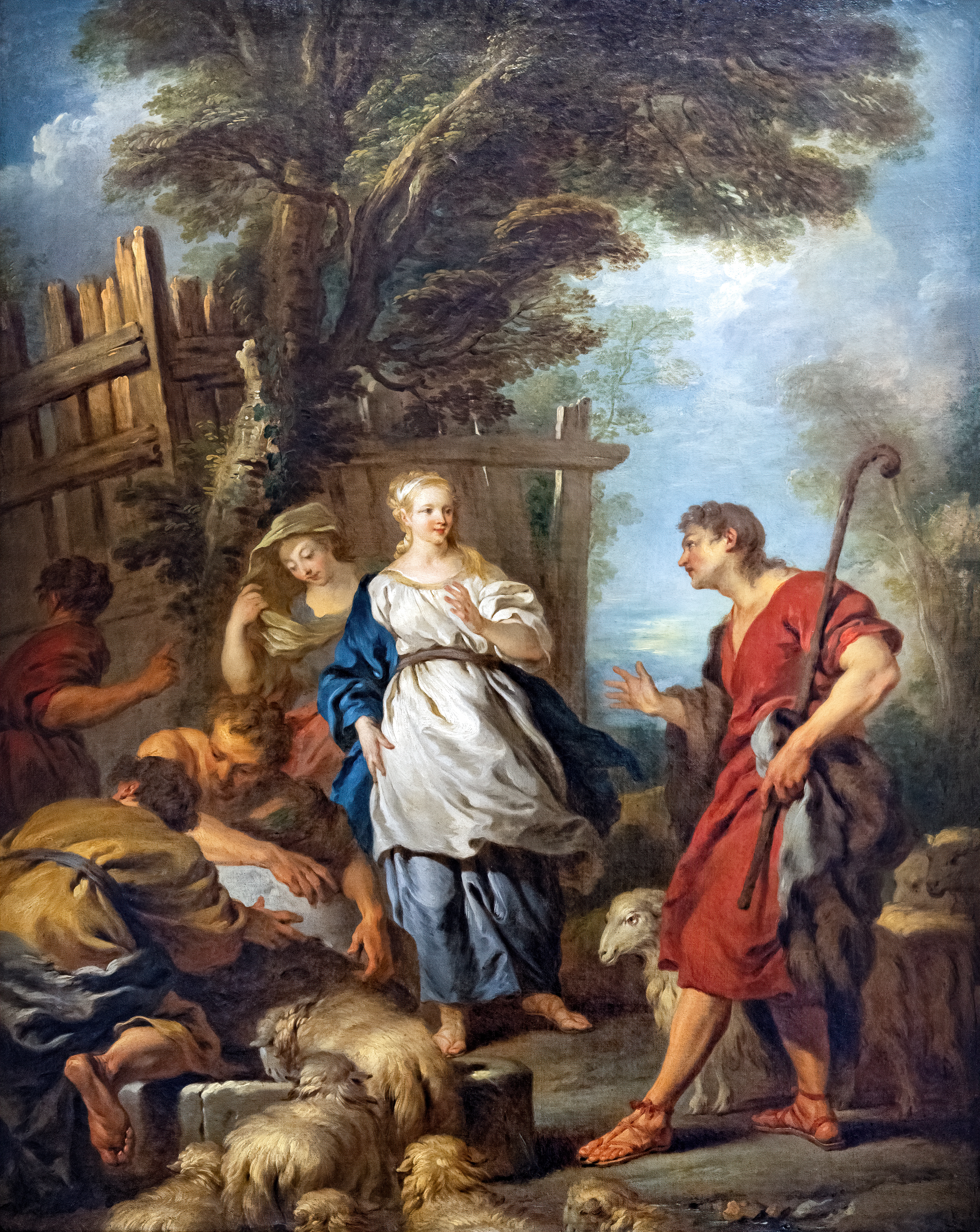
"Jacob et Rachel au puits" (1720),
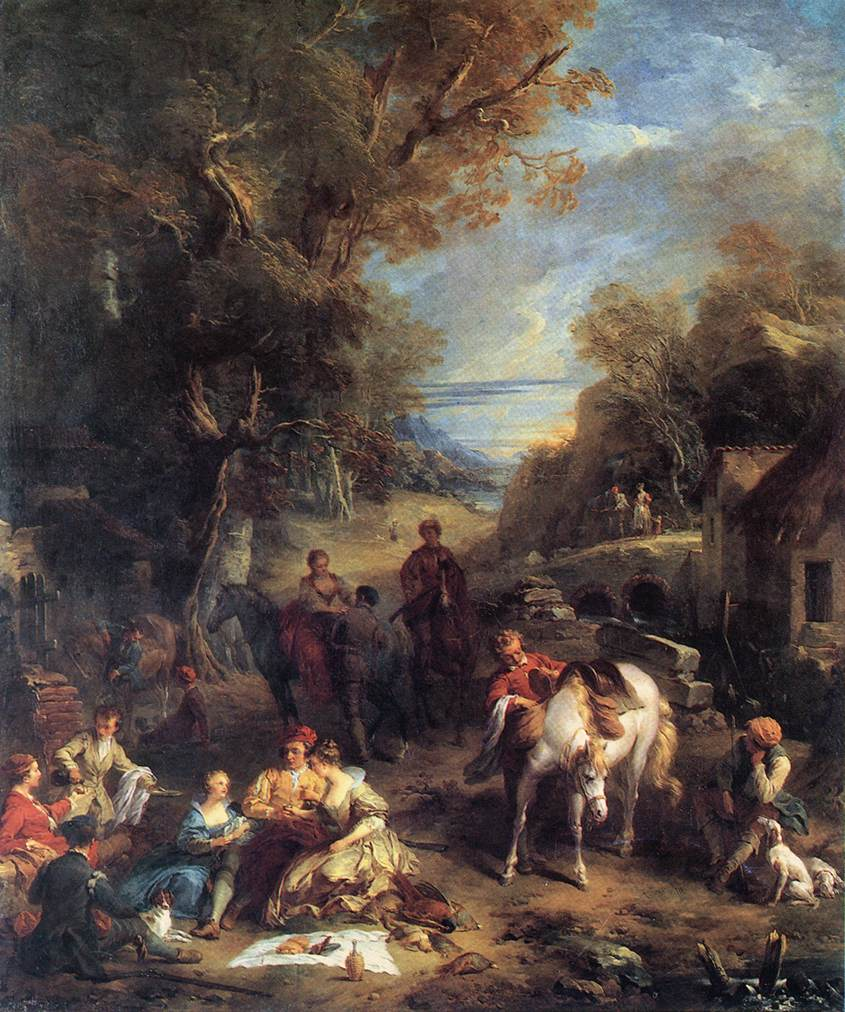
Le Repas de chasse (1723)
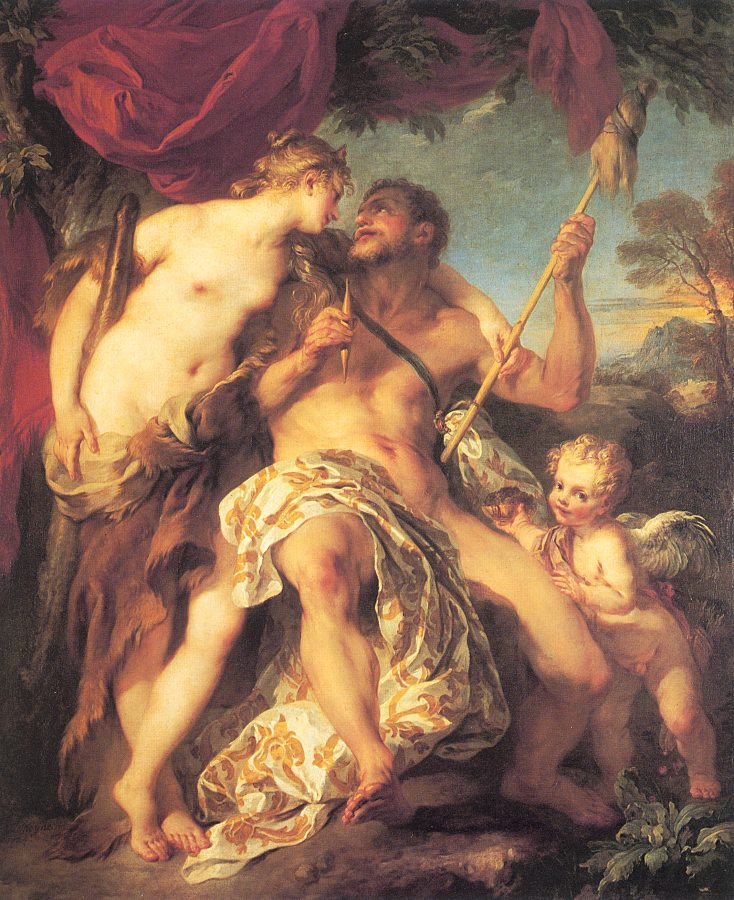
Hercule et Omphale(1724)
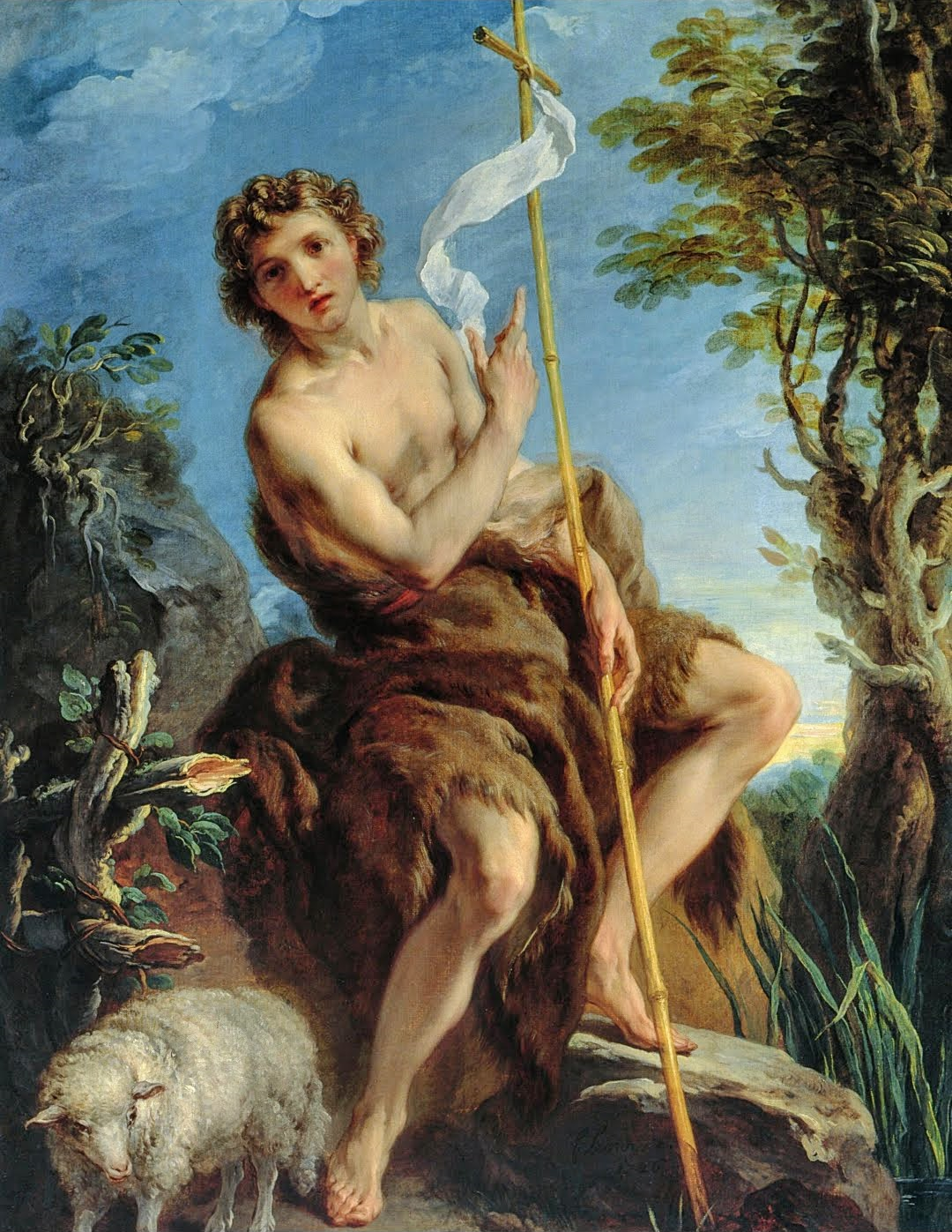
Saint Jean Baptiste, François Lemoyne, (1726).
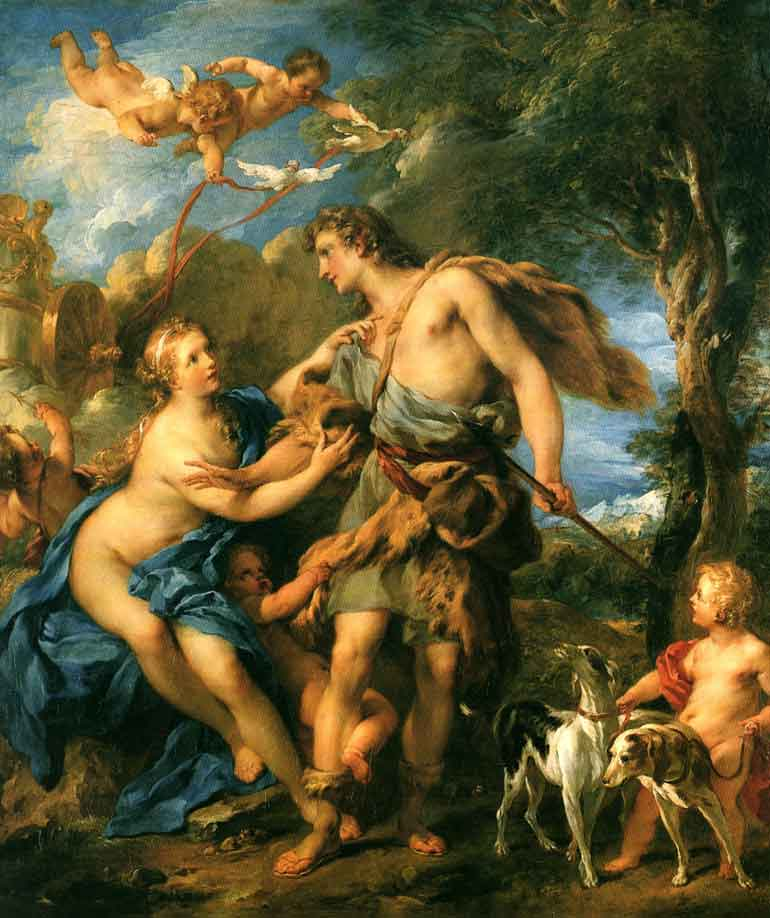
Vénus et Adonis(1729)
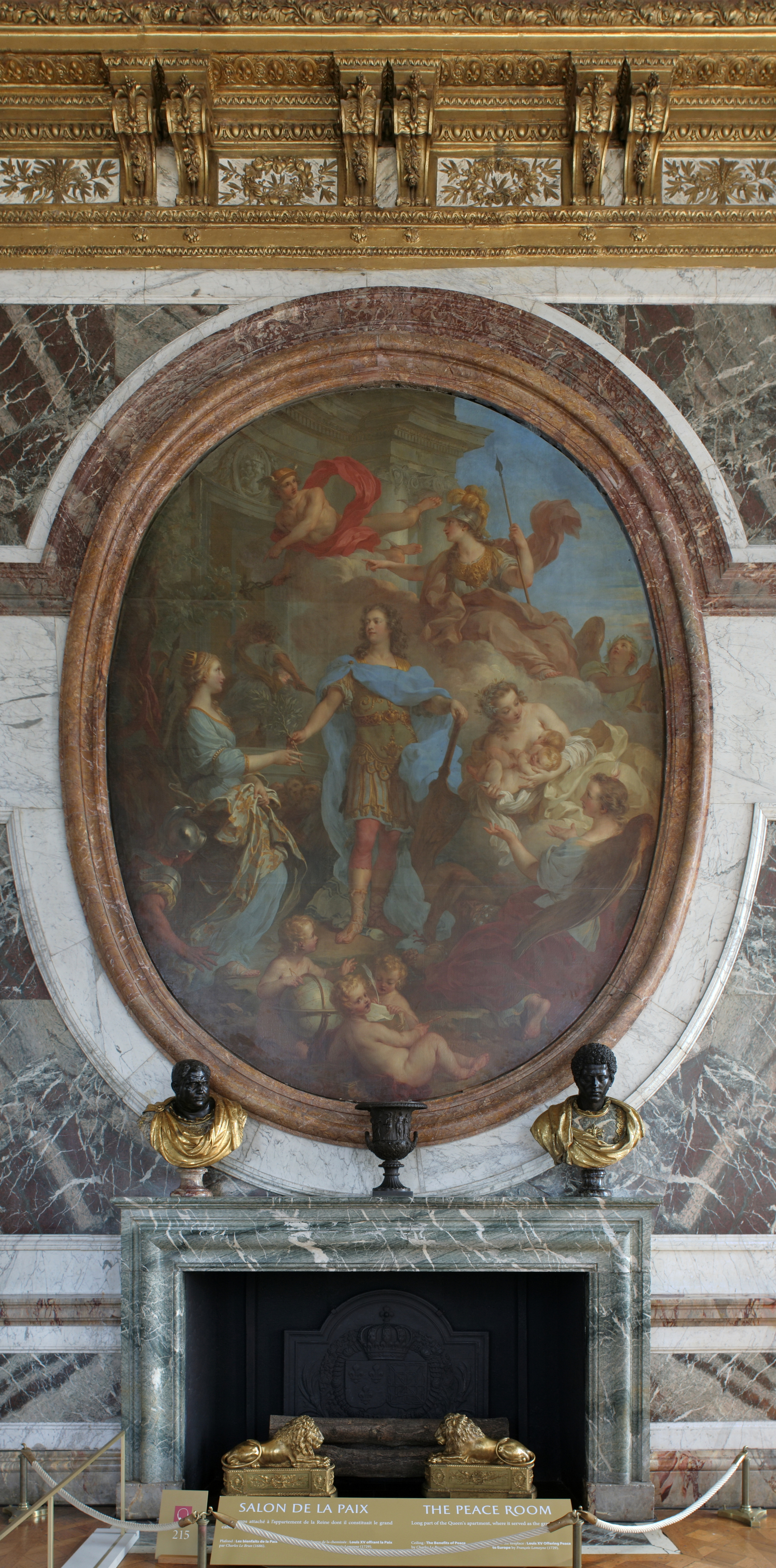
Louis XV offrant ses deux filles en témoignage de paix à l'Europe(1727)
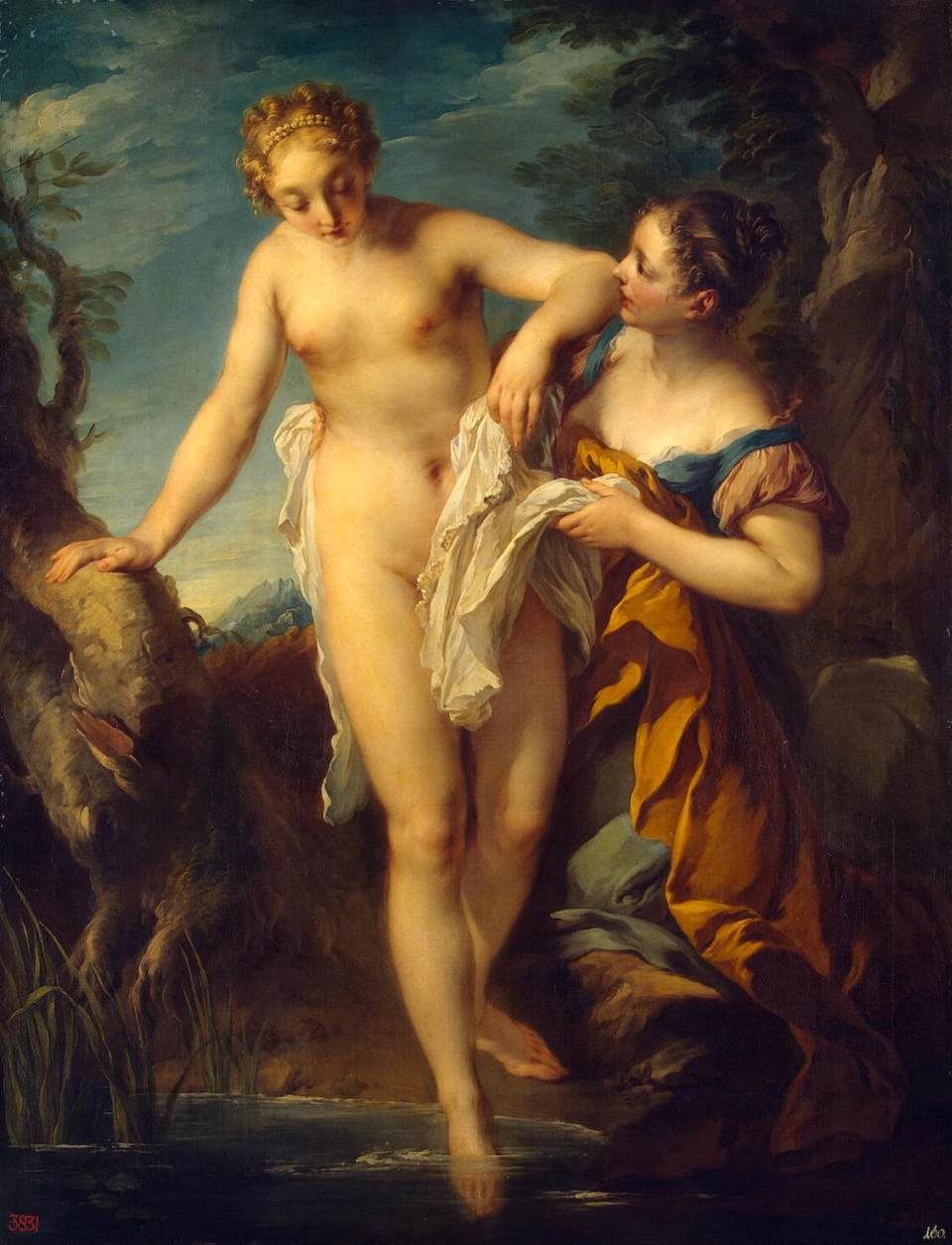
Le Bain de Vénus.
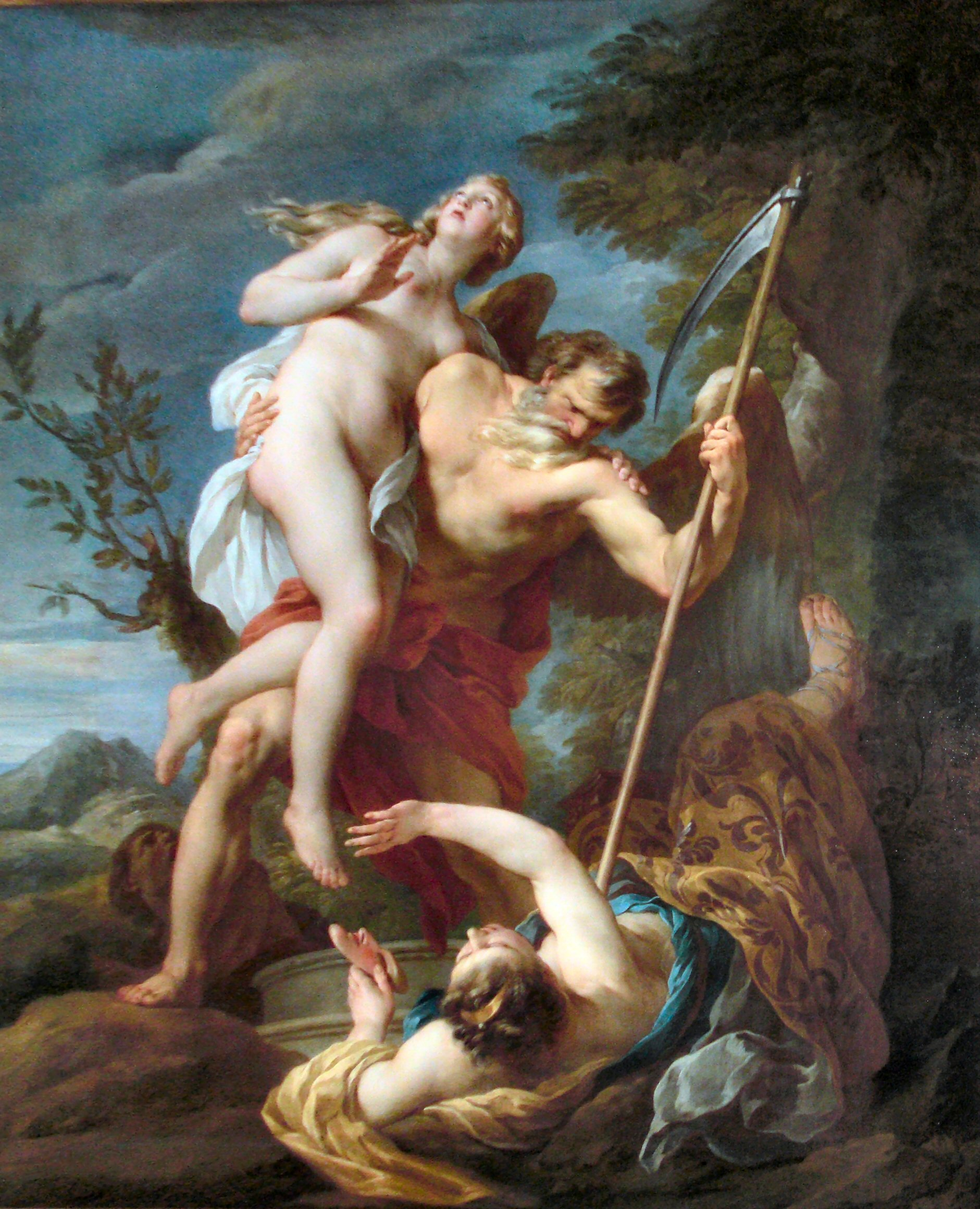
Le Temps sauvant la Vérité du Mensonge et de l'Envie" (1737)